# Эримена
Эримена (Эримен, Эрмина) — предполагаемый царь государства Урарту периода его упадка, VII в. до н. э., о периоде правления которого не сохранилось никаких надписей. Также вероятно, что Эримена был просто отцом Русы III, братом Русы II и его упоминание в титулатуре Русы III связано с тем, что Руса III не являлся прямым потомком предыдущего царя Сардури IV.
Нет ясности с годами правления Эримены. Называются
- ок. 620—605 гг. до н. э.
- ок. 670—655 гг. до н. э.[2]

О последнем периоде истории Урарту в распоряжении учёных существует очень мало сведений. Эримена ни разу не упоминается в ассирийских источниках, а в урартских только как отец царя Русы III (Руса, сын Эримены).
Эримена известен благодаря бронзовому щиту, который был найден в Топрах-кале в 1880 году Ормуздом Рассамом. Щит хранится в Британском музее.
В оттиске печати на документе, найденном в Тейшебаини (Кармир-Блуре) упоминается как «Эримена, сын А[ргишти II ?]».
Существует несколько возможных трактовок прихода Эримены к власти. И. М. Дьяконов считал, что Эримена был братом Сардури III и возглавил государство в связи с тем, что на момент смерти Сардури III его сын Сардури IV ещё не достиг совершеннолетия. В более поздних работах Н. В. Арутюнян, опираясь на новые данные археологических раскопок на Кармир-Блуре, указывает, что для подобных конструкций нет оснований и что Эримена просто взошёл на престол после Сардури IV. При этом сохраняется возможность, что Эримена был сыном Сардури IV, а также, что Эримена мог свергнуть с престола Сардури IV около 620 года до н. э. и стать основателем новой урартской династии. Возможно также маловероятное предположение, что Сардури IV был свергнут Русой III, сыном Эримены, а сам Эримена никогда не был царём (аналогично тому, как Сардури I, сын Лутипри, взошёл на престол после Арамы). Современная наука не располагает достаточными сведениями, чтобы однозначно разрешить эти вопросы.
В первой половине XX И. И. Мещанинов предположил, что отчество Русы III означает не имя «Эримена», а национальность — «армянин». Это предположение высказывал британский историк Ричард Барнетт, однако впоследствии отказался от него в связи с появлением новых данных. Это предположение в сочетании с народными легендами породило мнение, что с 620 года до н. э. в Урарту уже правила армянская династия. Современная наука, однако, отвергает такую возможность и по лингвистическим и по историческим соображениям.